# Spoorlijn 143 (België)
Spoorlijn 143 is een voormalige Belgische spoorlijn van Noville-Taviers naar Ambresin, ook de "Zaman"-spoorlijn genoemd.

## Geschiedenis
De lijn werd geopend op 1 september 1879, privé-concessie van Joseph Emmanuel Zaman. Oorspronkelijk werd ze op smalspoor van 720 mm aangelegd met een metalen viaduct in Branchon.

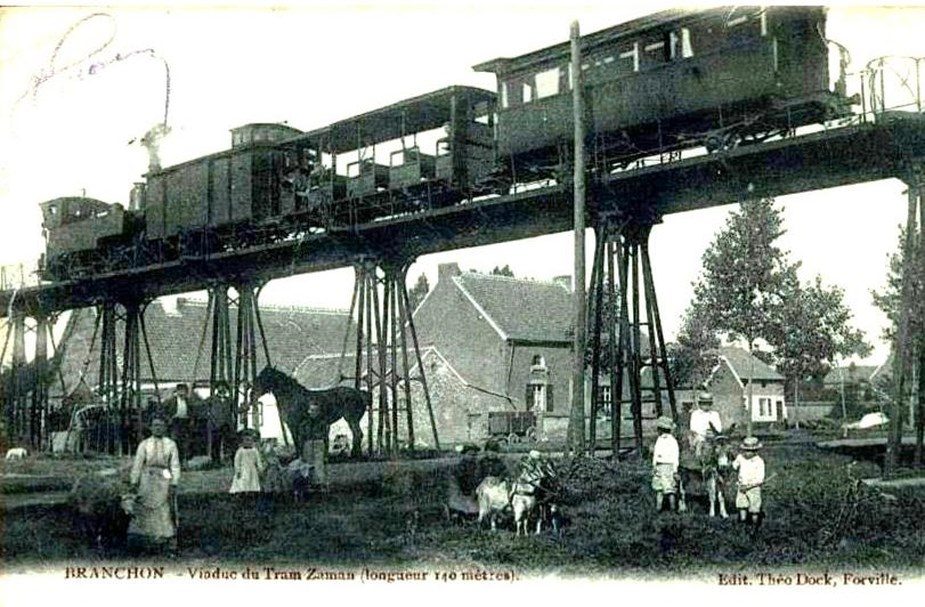
Het viaduct in Branchon

Tussen Noville-Taviers en Boneffe werd de lijn met vier rails aangelegd, zodat ze ook gebruikt kon worden door normaalspoorwagons naar de bietenrasperij in Boneffe. Bovendien kwam er een normaalspoor-aansluiting naar de suikerfabriek van Ramillies-Offus, deze aansluiting takte van lijn 143 af ter hoogte van het dorp Taviers.
In 1917 werd de lijn ontmanteld door de Duitse bezetter. In 1923 kreeg de NMVB toestemming om op de bedding een buurtspoorlijn een meterspoor aan te leggen. Er kwam een derde rail voor normaalspoor tot Boneffe, en een normaalspoor-aansluiting naar Ramillies. Het viaduct van Branchon werd niet heraangelegd. De lijn werd in 1925 heropend voor bietenverkeer en in 1926 voor reizigers. Het reizigersverkeer werd stilgelegd in 1940, het goederenverkeer in 1958; de lijn werd definitief gesloten op 13 oktober 1958. Nadien werd de lijn opgebroken.

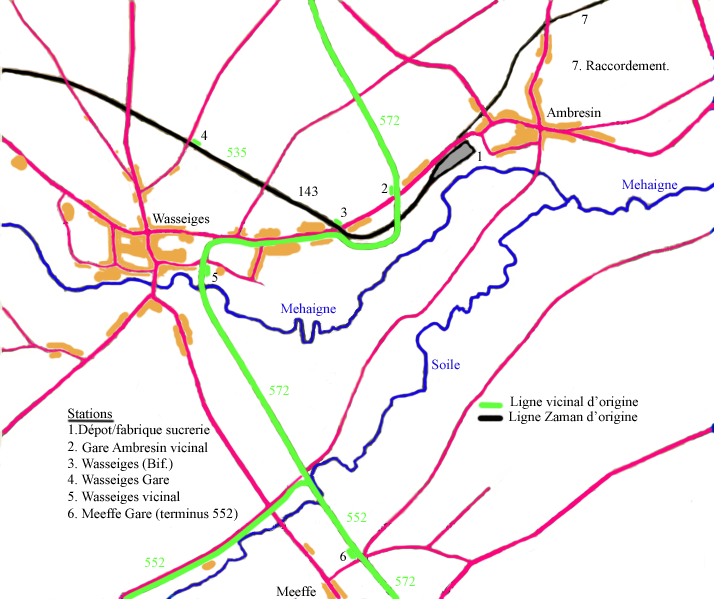
Spoorlijnen in de buurt van Wasseiges en Ambresin. Reizigerstreinen vertrokken in de buurtspoorwegtijd van het buurtspoorwegstation. Er was ook een doorgaande dienst van Hannuit naar Noville. Het is onbekend wanneer de industriële aansluiting voorbij Ambresin is aangelegd.

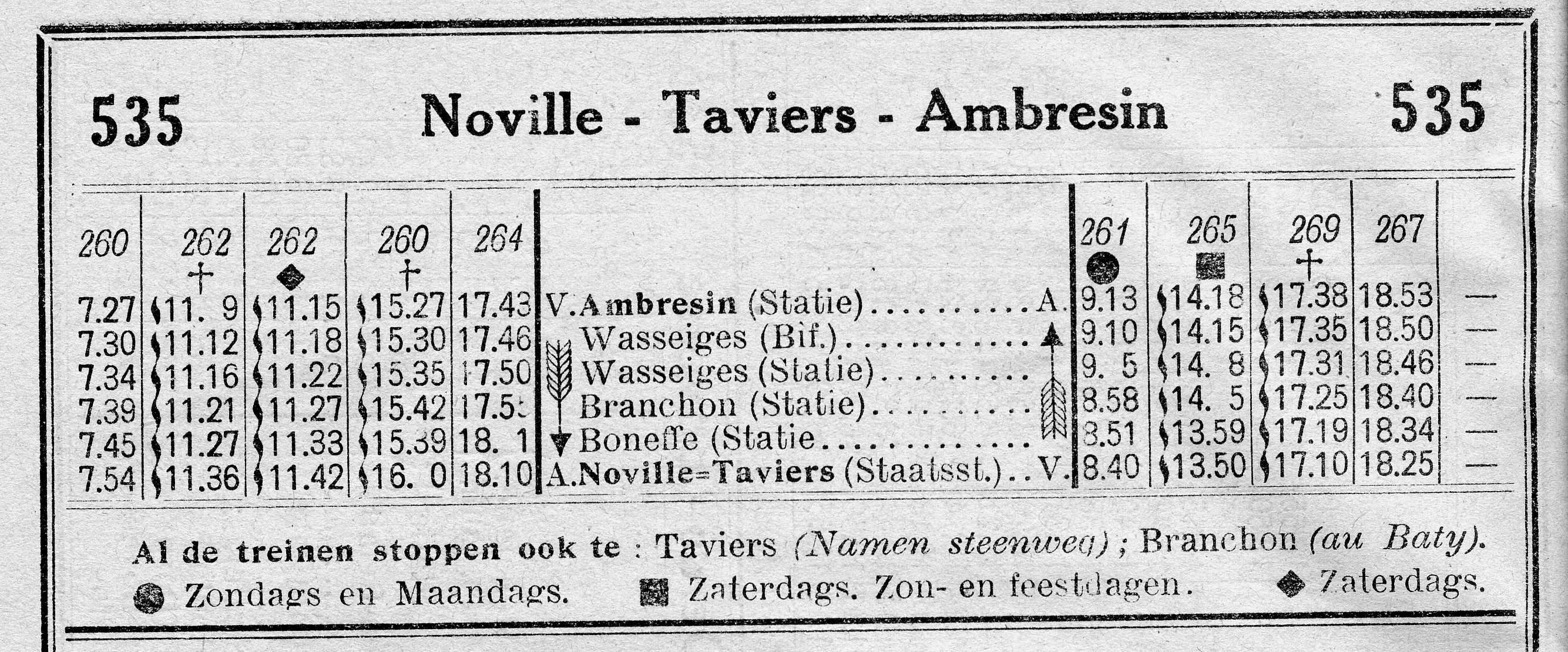
Dienstregeling van de lijn in de zomer van 1933.

## Aansluitingen
In de volgende plaats was er een aansluiting op de volgende spoorlijn:
Noville-Taviers
Spoorlijn 142 tussen Namen en Tienen
Wasseiges
Tramlijn 117 (552) tussen Hannuit en Meeffe

## Huidige toestand
Er zijn nog sporen van deze lijn terug te vinden in het landschap. Op een overweg tussen de velden zijn de rails van de aansluiting naar Ramillies blijven liggen in de kasseien naast de betonbaan van Ramillies naar Eghezée.

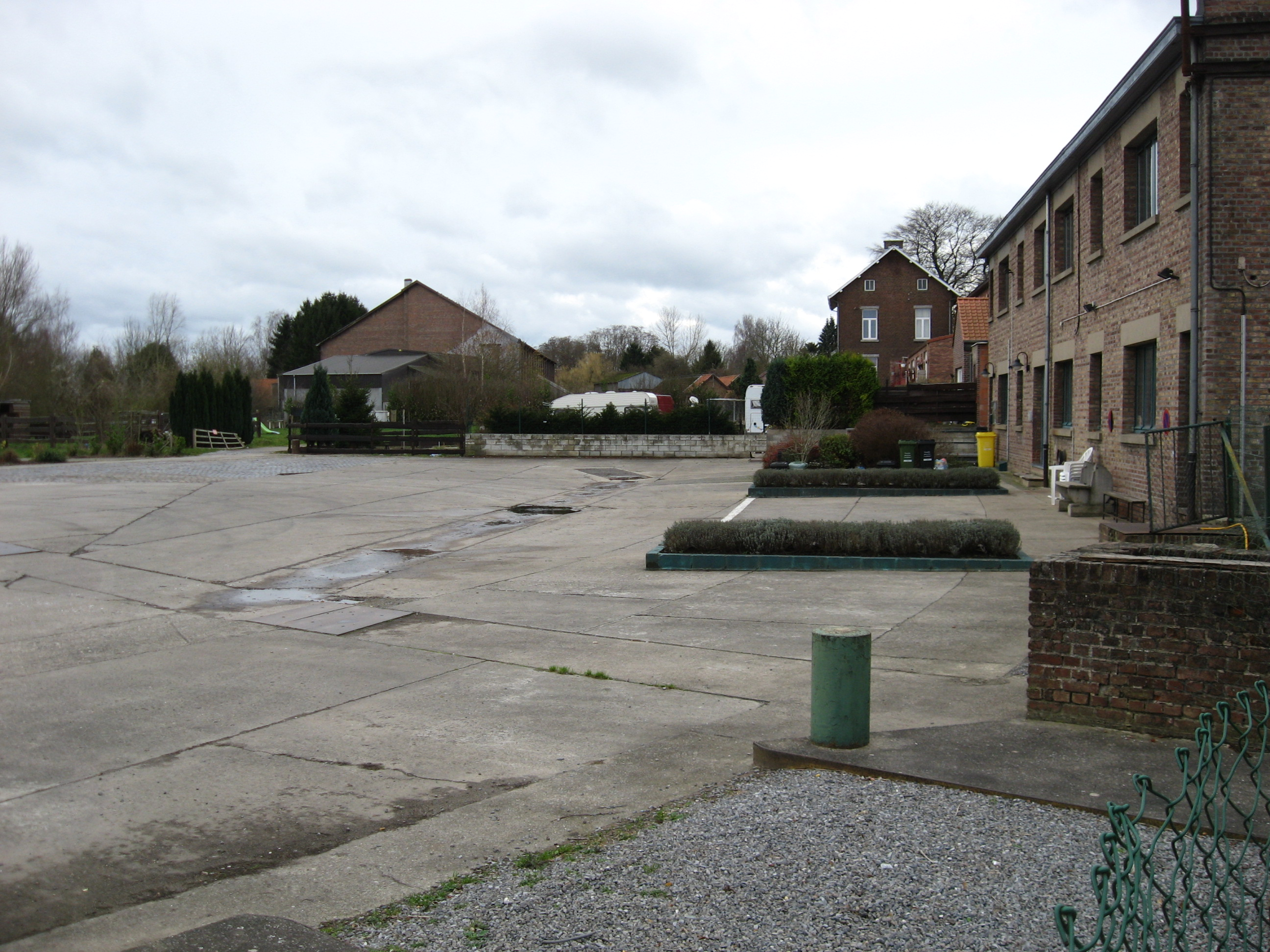
Wat er overblijft van het fabrieksterrein en het sporen-emplacement van de suikerfabriek. In de verte is nog de in gebruik zijnde opslagplaats te zien. (zie Bestand:Ambresin suikerfabriek 2.JPG)
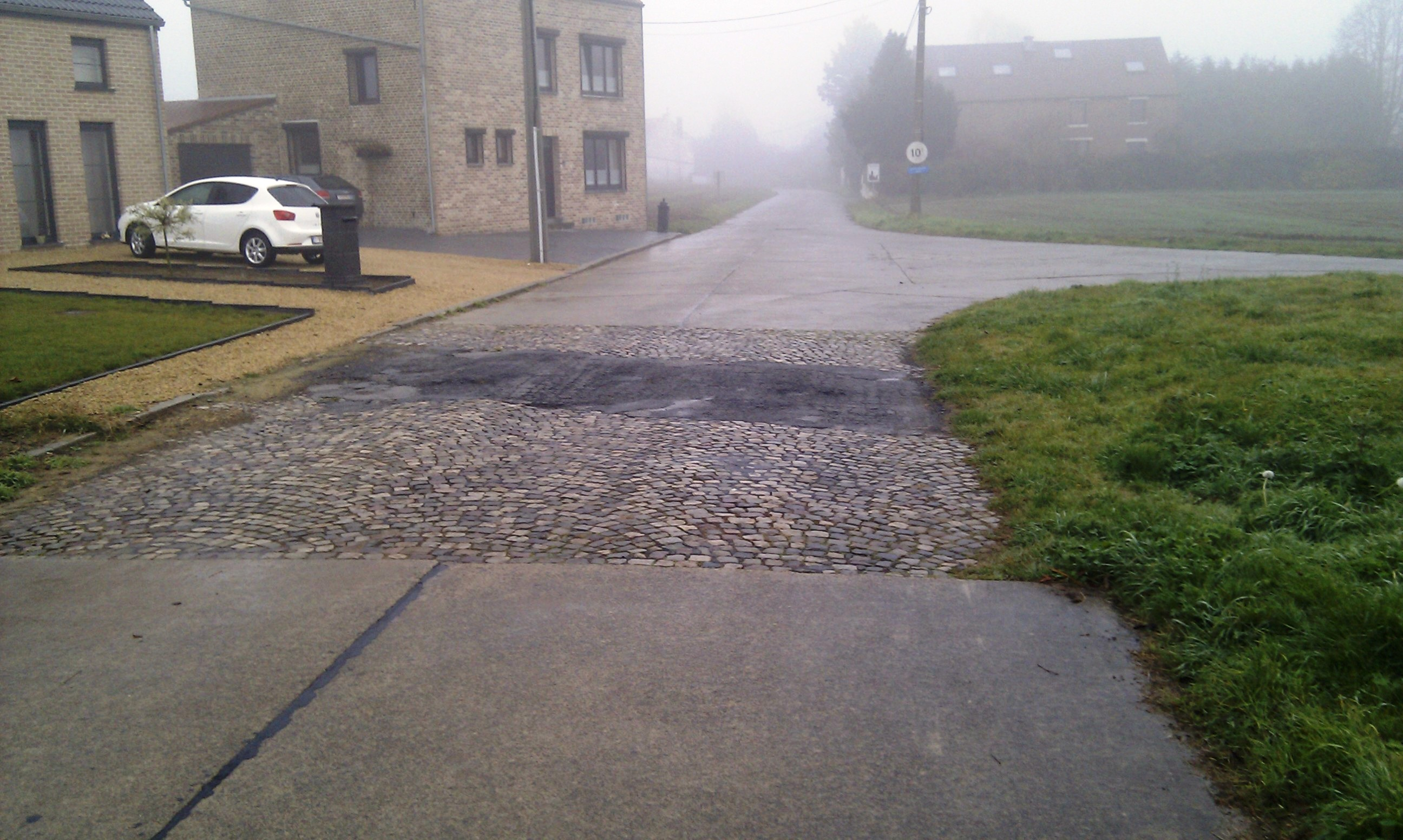
Hier kruiste spoorlijn 143 de straat Bas Tiges in Taviers (Eghezée)
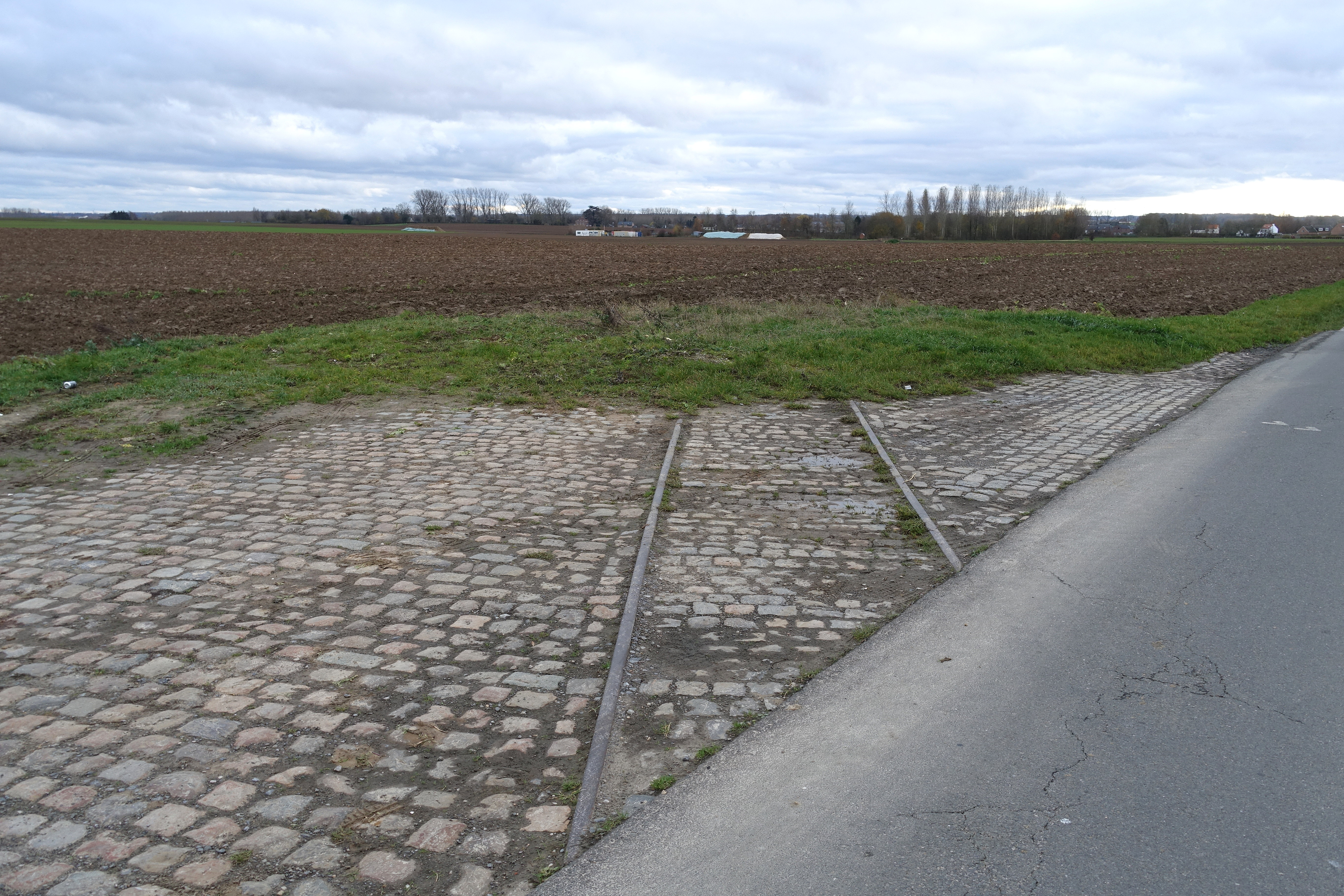
Restant van de spoorverbinding tussen de suikerfabriek van Ramillies en lijn 143 bij Rue de la Station in Ramillies
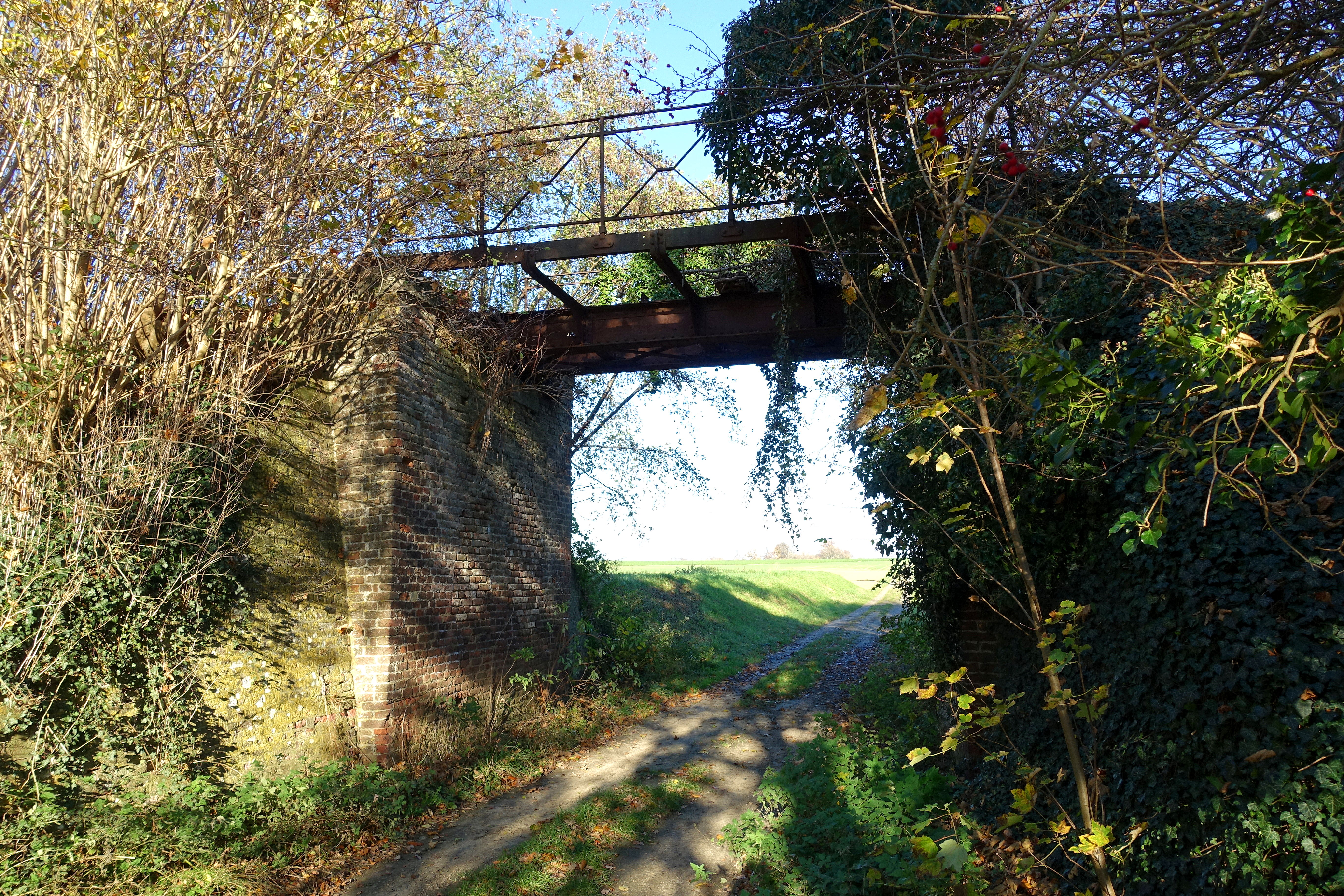
Spoorwegbrug in Wasseiges
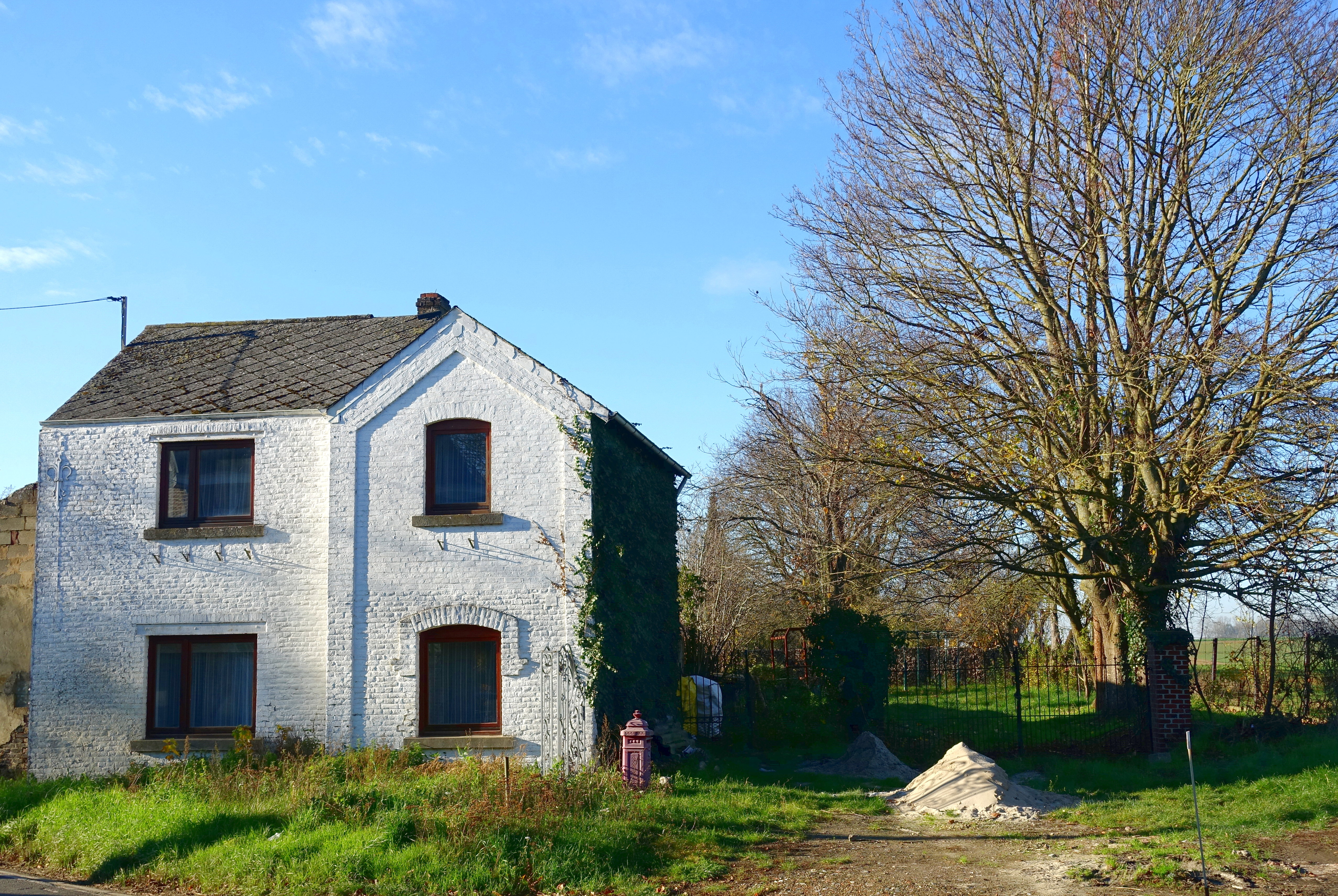
Station Ambresin
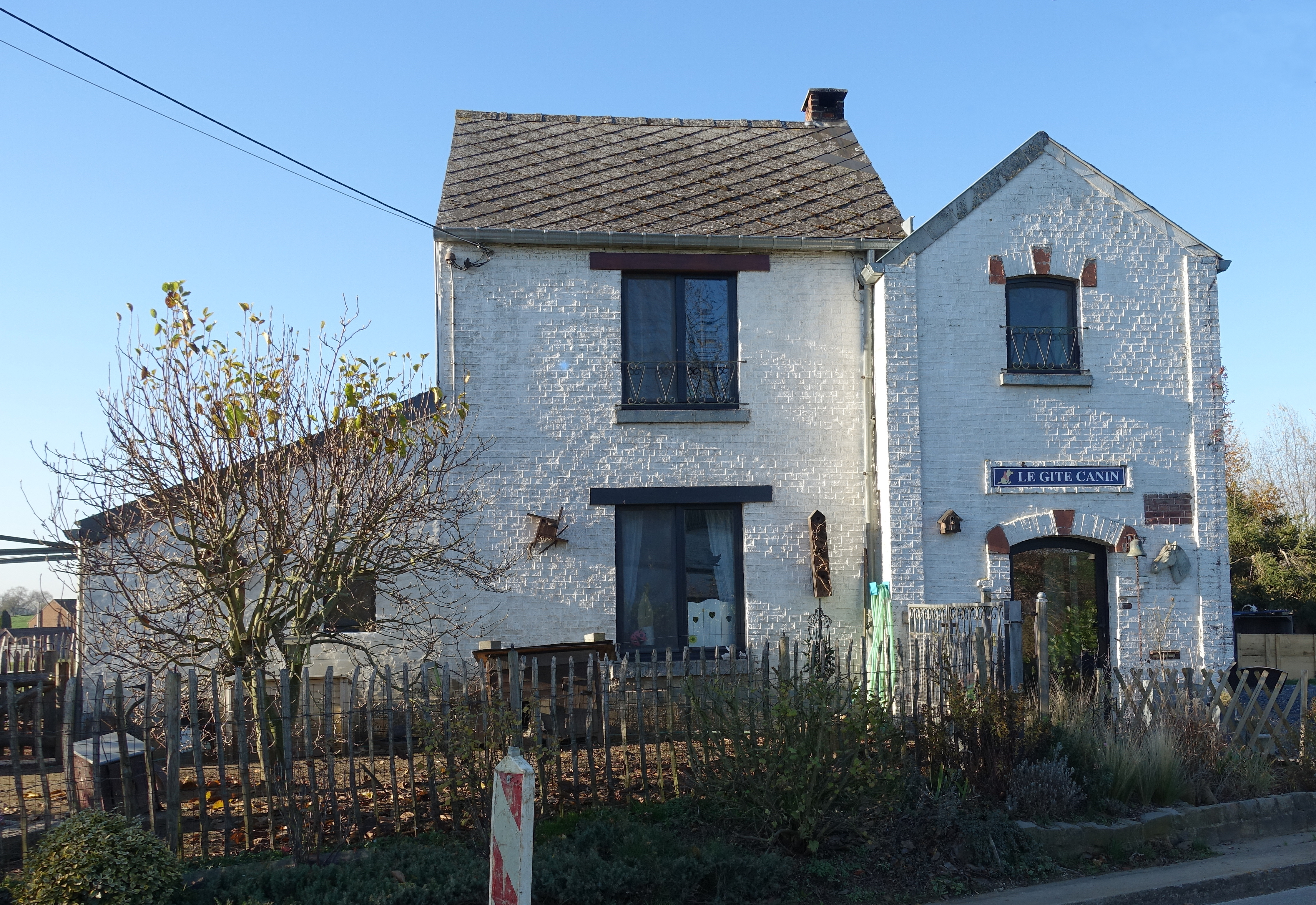
Station Wasseiges
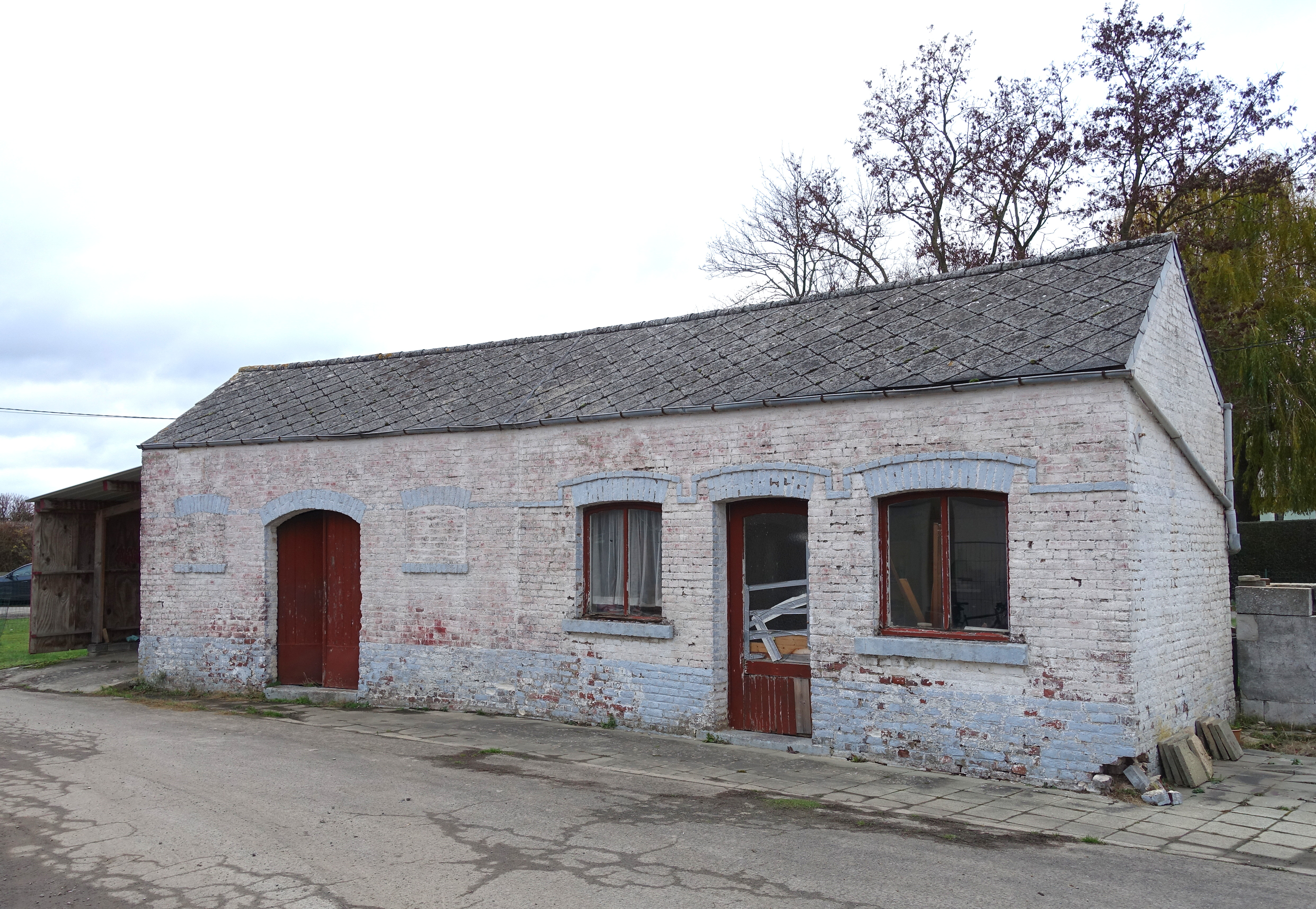
Station Branchon
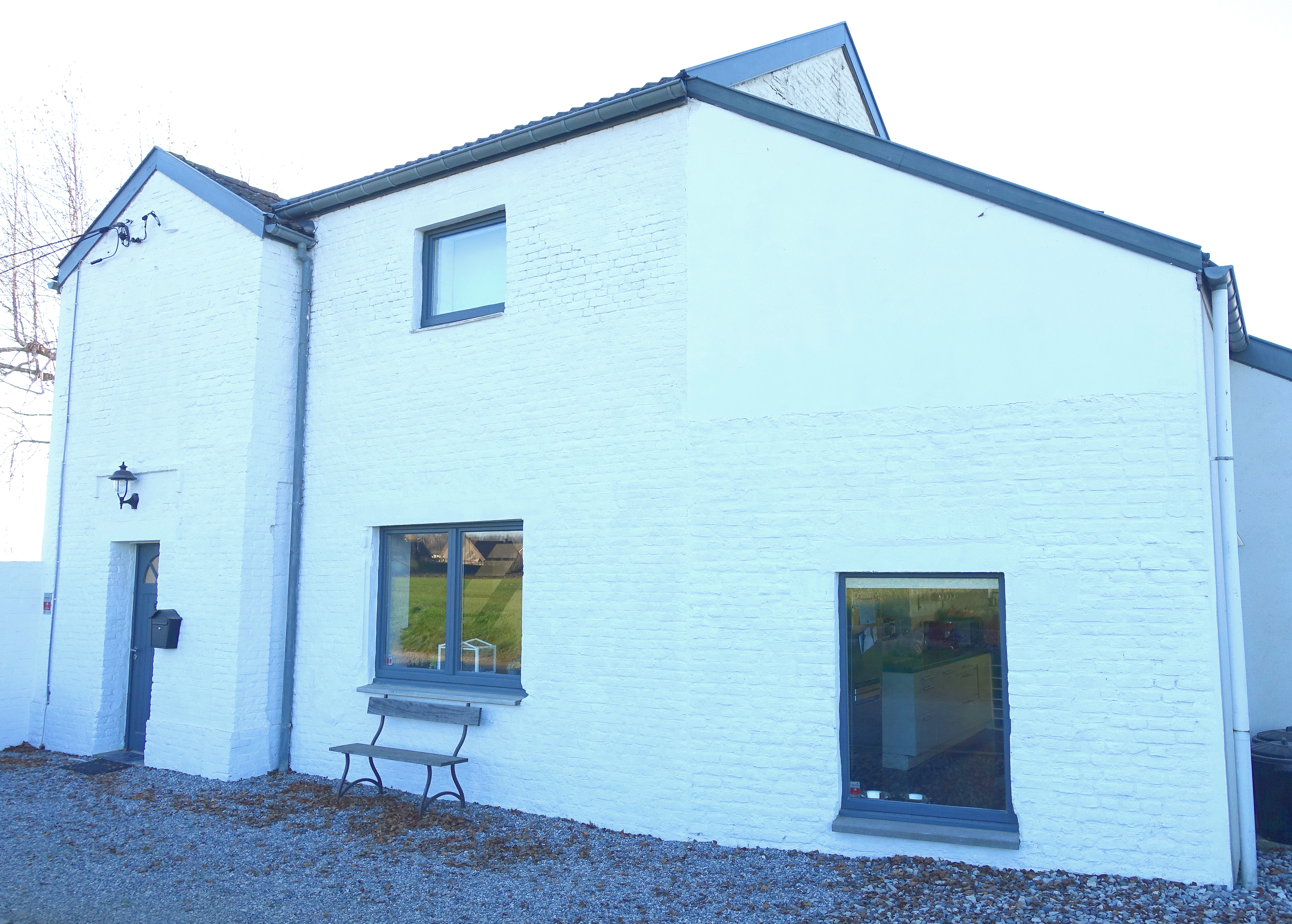
Station Boneffe
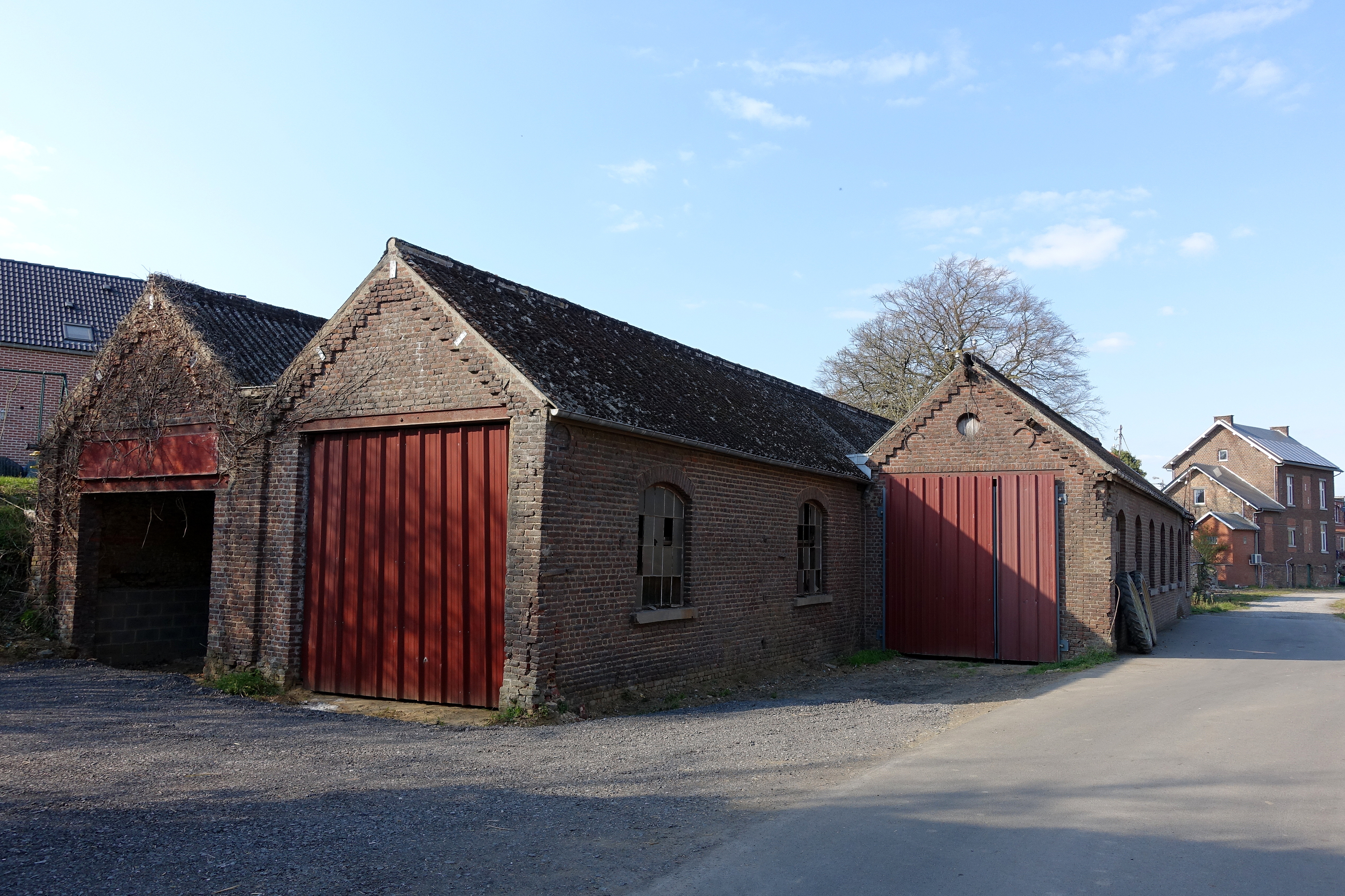
Vroegere stelplaats in Ambresin (Wasseiges) bij de overblijvende gebouwen van de vroegere suikerfabriek